# Хьюз, Эмлин
Э́млин Уолтер Хьюз (англ. Emlyn Walter Hughes; 28 августа 1947, Барроу-ин-Фернесс, Ланкашир, Англия, Великобритания — 9 ноября 2004, Шеффилд, Англия, Великобритания) — английский футболист, защитник. Был капитаном «Ливерпуля» и сборной Англии.

## Карьера
Билл Шенкли приметил Эмлина, когда тот выступал за «Блэкпул» и, недолго думая, предложил за игрока 25 тысяч фунтов. Тем не менее, Хьюз оказался в «Ливерпуле» лишь в следующем сезоне, и заплатить за его переход пришлось значительно больше. За свою страсть и стремление всегда добиваться результата, Хьюз сразу же заслужил признание болельщиков «Ливерпуля», а после эпизода в одном из матчей с «Ньюкаслом», когда Хьюз регбийным приёмом встретил форварда «сорок» Альберта Беннета, получил прозвище «Бешеная лошадь».
Эмлин начинал как полузащитник, однако в сезоне 1973/74 он отодвинулся ближе к своим воротам, где ему вовсю помогал Фил Томпсон. Они образовали фантастический дуэт защитников, которые начинали атаки своего клуба, передавая мяч в линию полузащиты, а не забрасывая его вперёд в надежде на скорость и габариты своих нападающих. Когда пришло время, Хьюз сменил на посту капитана клуба Томми Смита. Хьюз отличался поистине неуёмным стремлением к успеху и являл собой настоящий пример вожака на поле.
В сезоне 1976/77 он признан игроком года в Англии, а также избран капитаном сборной Англии, честь которой защищал 23 раза. Хьюз оказался очень удачливым капитаном — при нём «Ливерпуль» трижды выигрывал первенство страны, по одному разу Кубок Англии и Кубок УЕФА, а также дважды становился победителем розыгрышей Кубка чемпионов. Единственным трофеем, который не смогли завоевать — Кубок лиги, однако и его Хьюз выиграл, правда сделал это уже в форме «Вулверхэмптон Уондерерс» в 1980 году.
В 1981 году Хьюз присоединился к «Ротерем Юнайтед» в качестве играющего тренера, приняв бразды правления клубом, выигравшем в предыдущем сезоне Третий дивизион под управлением Иана Потерфилда. Начало сезона стало для Хьюза неоднозначным, потому как в январе 1982 года команда была в зоне вылета. Но после девяти побед подряд, одержанных «Ротерем Юнайтед» во второй половине сезона 1981/82, команда смогла подняться на третью строчку турнирной таблицы. В итоге сезон окончен на седьмом месте Второго дивизиона — это самое крупное достижение «Ротерем Юнайтед» с 1960-х годов.
В следующем сезоне команда Хьюза, казалось бы, сможет закрепиться во Втором дивизионе, занимая 9 место в начале сезона. Однако весной команда рухнула на самое дно турнирной таблицы. 20 марта Хьюза попросили уйти с тренерской должности, но после того, как он отказался, его уволили.
Также Хьюз играл за «Халл Сити» (позже он стал директором клуба). В 1983 году ненадолго перебрался в «Мансфилд Таун», но не смог закрепиться в основном составе, после чего, в этом же году, ушёл в «Суонси Сити», где и закончил карьеру футболиста. После этого Хьюз пошёл работать на телевидение.
9 ноября 2004 года на 57-м году Эмлин Хьюз ушёл из жизни.

## Достижения

### Клубные
- Чемпион Англии 1973, 1976, 1977, 1979
- Обладатель Кубка Англии 1974
- Обладатель Кубка Футбольной лиги 1980
- Обладатель Кубка чемпионов 1977, 1978
- Обладатель Кубка УЕФА 1973, 1976
- Обладатель Суперкубка УЕФА 1977

### Личные
- Лучший футболист Англии 1977